# Дзаппа, Габриэле
Габриэле Дзаппа (итал. Gabriele Zappa; род. 22 декабря 1999, Монца, Ломбардия) — итальянский футболист, защитник клуба «Кальяри».

## Клубная карьера
Дзаппа — воспитанник клубов КОСОВ, «Нуово Усмате», и миланского Интера. В начале 2019 года он перешёл в «Пескару». Сумма трансфера составила 3 млн. евро. Для получения игровой практики Габриэле ещё на полгода остался в молодёжной команде «Интера» на правах аренды. 24 сентября в матче против «Читтаделлы» он дебютировал в итальянской Серии B. 25 января 2020 года в поединке против «Порденоне» Габриэле забил свой первый гол за «Пескару». Летом того же года Дзаппа был арендован «Кальяри». 20 сентября в матче против «Сассуоло» он дебютировал в итальянской Серии A. По окончании аренды клуб выкупил трансфер футболиста. 

## Международная карьера
В 2021 году Дзаппа в составе молодёжной сборной Италии принял участие в молодёжном чемпионате Европы в Венгрии и Словении. На турнире он сыграл в матчах против команд Чехии, Словении и Португалии.